# إيسوروكو ياماموتو
إيسوروكو ياماموتو (1884م - 1943م) قائد عسكري ياباني، وهو القائد الذي قاد الأسطول الياباني المشترك الذي شن الهجوم الشهير على ميناء بيرل هاربر الأمريكي خلال الحرب العالمية الثانية عام 1941م. كان ياماموتو من أشهر أمراء البحار في اليابان، وتاريخ حياته حافل سواء أكان ذلك في الحرب أو السلم، ورغم أنه عارض سياسات بلده التي أدت إلى اشتعال الحرب مع الولايات المتحدة إلا أنه أخذ على عاتقه بعد ذلك مهاجمة موقع بيرل هاربر خلال الحرب العالمية الثانية، وكان يعتقد أن ذلك يشكل الفرصة الوحيدة لانتصار اليابان في تلك الحرب. قُتل ياماموتو عندما أُسقطت طائرته في المحيط الهادئ وذلك في عام 1943م.
اسمه الأصلي إيسوروكو تاكانو Takano، وُلد في قرية ساحلية صغيرة من ضواحي ناغاوكا Nagaoka (ولاية نيئيغاتا Niigata)، فكان سادس إخوته. و كان أبوه سادايوشي تاكانو Sadayoshi Takano معلم مدرسة من طبقة الساموراي الدنيا low Samurai rank. وإيسوروكو ـ وفق التقليد الياباني ـ مصطلح قديم معناه «56»، إشارة إلى عمر والده يوم ولد. وفي عام 1916 تبنته أسرة ياماموتو الثرية، وهو تقليد قديم تمارسه الأسر اليابانية ذوات المكانة الاجتماعية المرموقة إذا لم تنجب أولاداً ذكوراً، فتختار شاباً تتوسم فيه النجابة ليرث اسمها. ولما كان والدا إيسوروكو قد توفيا قبل ذلك بسنوات فقد تقبل تكريم هذه الأسرة، وتكنّى بها في احتفال رسمي في أحد المعابد البوذية. وتزوج في عام 1918 فتاة تدعى رايكو ميهاشي Reiko Mihashi أنجبت له ولدين وبنتين.

## المصدر
- الموسوعة العربية العالمية.

## وصلات خارجية
- Yamamoto biography From Spartacus Educational
- World War II Database: Isoroku Yamamoto biography
- World War II Database: Death of Yamamoto
- "Isoroku Yamamoto" Encyclopædia Britannica
- Admiral Isoroku Yamamoto, Japanese Navy US Naval Historical Center